# Agraecina hodna
Agraecina hodna är en spindelart som beskrevs av Robert Bosmans 1999. Agraecina hodna ingår i släktet Agraecina och familjen månspindlar.
Artens utbredningsområde är Algeriet. Inga underarter finns listade i Catalogue of Life.